# 藪犬
藪犬（Speothos venaticus），又名叢林犬，是中美洲及南美洲的犬科，分佈在巴拿馬、哥倫比亞、委內瑞拉、玻利維亞、秘魯、厄瓜多爾、圭亞那、巴拉圭、阿根廷東北部及巴西。牠們雖然分佈得很廣，但數量卻很稀少。最初發現的只是在巴西洞穴內的化石，故曾一度被認為已經滅絕。牠們是藪犬屬中唯一現存種，其餘的都已滅絕。

## 特徵及習性
藪犬的毛很軟，呈黃褐色，頭部、頸部及尾巴呈較淺色。牠們的腹部呈深色，有時喉嚨較淺色。藪犬體長55-75厘米，尾巴長13厘米，重5-7公斤。腳及吻相對體長較為短，一般只高25-30厘米。牠們的牙齒適合肉食性的習性，上下顎各有3隻門齒、1隻犬齒、4隻前臼齒及2隻臼齒。牠們下裂齒上的下磨牙遠中部是單尖的，可以拉長齒刃的長度。
藪犬是肉食性的，日間會在大草原及熱帶或赤道森林獵食。牠們主要獵食無尾刺豚鼠。雖然有時會單獨獵食，但牠們一般都是以小群獵食，約有10-12個成員，可以殺死較大隻的獵物。牠們是南美洲最為群居的犬科。牠們的趾上有蹼，很適合游泳。牠們會以樹孔或洞穴來避雨。群族成員間會以悲鳴來溝通，因在獵食時樹林的視野較差。
妊娠期為63日，每胎約有6隻幼犬。幼犬到8星期大就會斷奶。牠們1歲就達至性成熟，壽命約到10歲。

## 亞種
現時已知藪犬共有3個亞種：
- S. v. panamensis：分佈在巴拿馬。
- S. v. venaticus：分佈在厄瓜多爾及哥倫比亞、北委內瑞拉、蘇里南、圭亞那、巴西北部及中部。在秘魯、玻利維亞、巴拉圭及阿根廷的則瀕危。
- S. v. wingei：分佈在巴西東南部。

## 外部連結
- ARKive - 藪犬的圖片及映片
- Canids Specialist Group
- Animal Diversity Web（页面存档备份，存于）
- ITIS database
- Skeletal morphology data from UT Austin （页面存档备份，存于）
- From Lioncrusher's domain – carnivore info.
- （葡萄牙文） Cachorro-do-mato-vinagre
- （葡萄牙文） Cachorro-vinagre